# Fødselsdagsgaven (dokumentarfilm)
|  | Denne artikel er oprettet af botten Steenthbot ud fra en ekstern database. Den kan derfor have sproglige fejl eller mangler. Denne skabelon kan fjernes efter kontrol af indholdet. |

 For alternative betydninger, se Fødselsdagsgaven. (Se også artikler, som begynder med Fødselsdagsgaven)
Fødselsdagsgaven er en dansk dokumentarfilm fra 1974 instrueret af Werner Hedman og efter manuskript af Astrid Henning-Jensen.

## Handling
Gaven er en cykel. Færdselsregler for børn. Introduktion til cykelregler for 2. klasse.